# Rosa shangchengensis
Rosa shangchengensis — вид рослин з родини трояндових (Rosaceae); ендемік Китаю.

## Опис
Кущ. Гілочки червоно-коричневі, циліндричні, часто вигнуті, голі; колючки шилоподібні, прямі. Листки включно з ніжками 4–5.5 см; прилистки в основному прилягають до ніжки, вільні частини ланцетні, край цілий, іноді залозисто пилчастий, верхівка загострена; остови й ніжки голі, з рідкісними, короткими, вигнутими колючками; листочків зазвичай 7, зворотно-яйцюваті або довгасті, 1–2 × 0.5–1.5 см, обидві поверхні голі, основа клиноподібна або широко клиноподібна, край пилчастий, вершина гостра або усічена. Квіток 2 або 3, ≈ 2.8 см у діаметрі. Чашолистків 5, яйцювато-ланцетні, 1–1.3 см. Пелюсток 5, білі, довго-яйцюваті, основа клиноподібна, верхівка округла.

## Поширення
Ендемік Китаю: пд.-сх. Хенань.